# Route 44 (Alberta)
La Route 44 est une route du nord de l'Alberta reliant la route 16 près de Spruce Grove à la route 2 près de Hondo. Elle est la route principale entre la région d'Edmonton et celle du Petit Lac des Esclaves. La route 44 parcourt environ 172 km (107 mi).

## Intersections majeures
| Municipalité rurale / spécialisée             | Ville      | km                                  | Destinations                                                      | Notes                                |
| --------------------------------------------- | ---------- | ----------------------------------- | ----------------------------------------------------------------- | ------------------------------------ |
| Comté de Parkland                             | Acheson    | 0,00                                | AB-16 (Route Yellowhead) – Jasper, Edmonton                       | Échangeur; sortie 368 de l'AB-16     |
| Comté de Sturgeon                             | Villeneuve | 9,90                                | AB-633 – Alberta Beach, Saint-Albert                              |                                      |
| Comté de Sturgeon                             |            | 16,50                               | AB-37 – Onoway, Fort Saskatchewan                                 | Carrefour giratoire                  |
| Comté de Sturgeon                             | 26,80      | AB-642 – Sandy Beach, Morinville    |                                                                   |                                      |
| Comté de Westlock                             |            | 43,00                               | AB-651 – Busby, Legal                                             |                                      |
| Comté de Westlock                             | Westlock   | 65,80                               | AB-18 (100 Street) – Barrhead, Swan Hills, Clyde                  |                                      |
| Comté de Westlock                             |            | 86,90                               | AB-661 ouest – Dapp                                               | Terminus sud du multiplex avec l'AB- |
| Comté de Westlock                             | 88,50      | AB-661 est / AB-801 nord– Rochester | Terminus sud du multiplex avec l'AB-661; terminus sud de l'AB-801 |                                      |
| Comté de Westlock                             | 117,70     | AB-663 est – Boyle                  | Terminus ouest de l'AB-663                                        |                                      |
| M.D. Lesser Slave River No 124                |            | 171,60                              | AB-2 – Slave Lake, Rivière-la-Paix, Athabasca                     | L'AB-44 nord devient l'AB-2 nord     |
| - Terminus de multiplex - Transition de route |            |                                     |                                                                   |                                      |